# Lupinus latifolius
Lupinus latifolius är en ärtväxtart som beskrevs av Jacob Georg Agardh. Lupinus latifolius ingår i släktet lupiner, och familjen ärtväxter.

## Underarter
Arten delas in i följande underarter:
- L. l. dudleyi
- L. l. latifolius
- L. l. leucanthus
- L. l. longipes
- L. l. parishii
- L. l. viridifolius
- L. l. wigginsii

## Bildgalleri

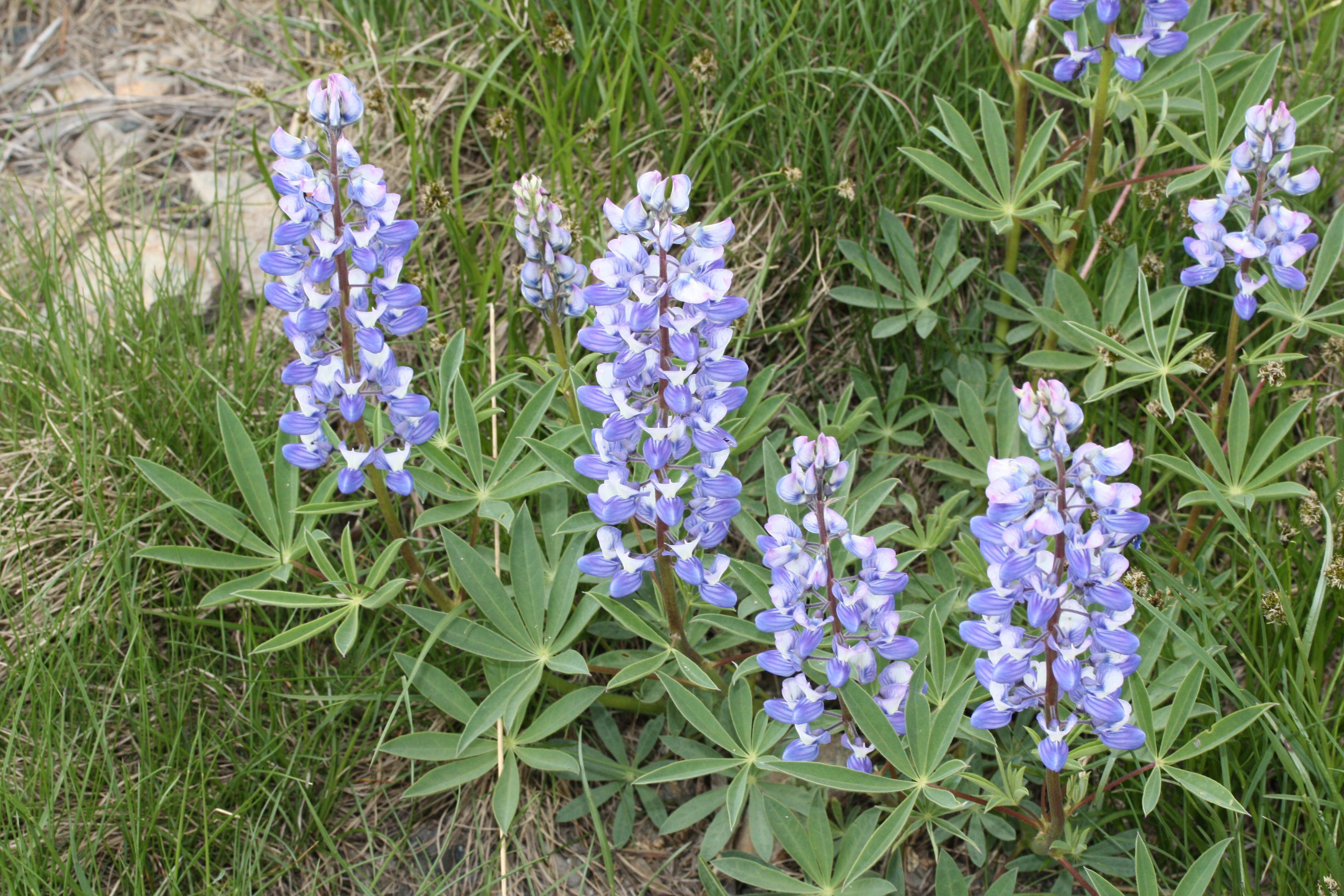
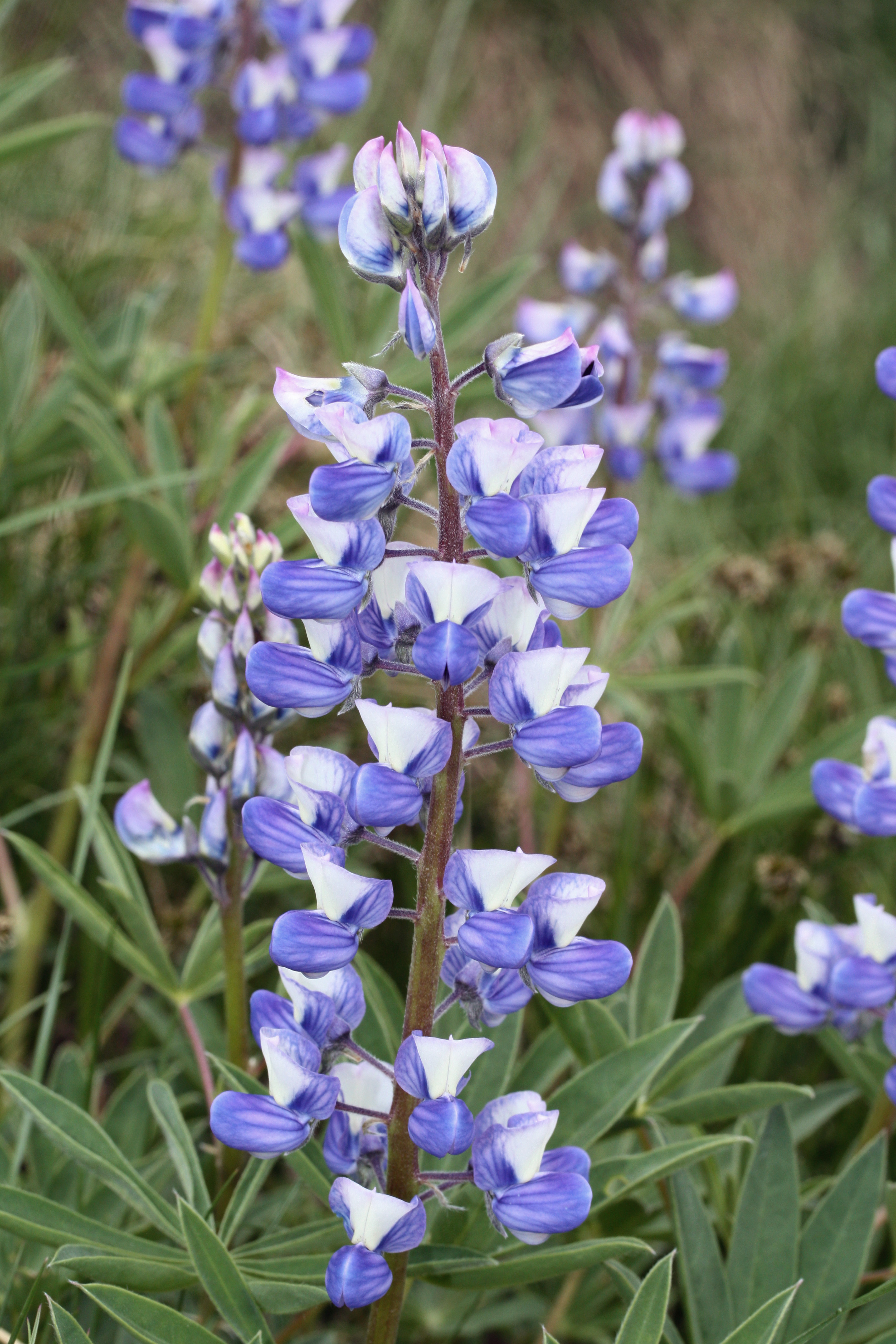
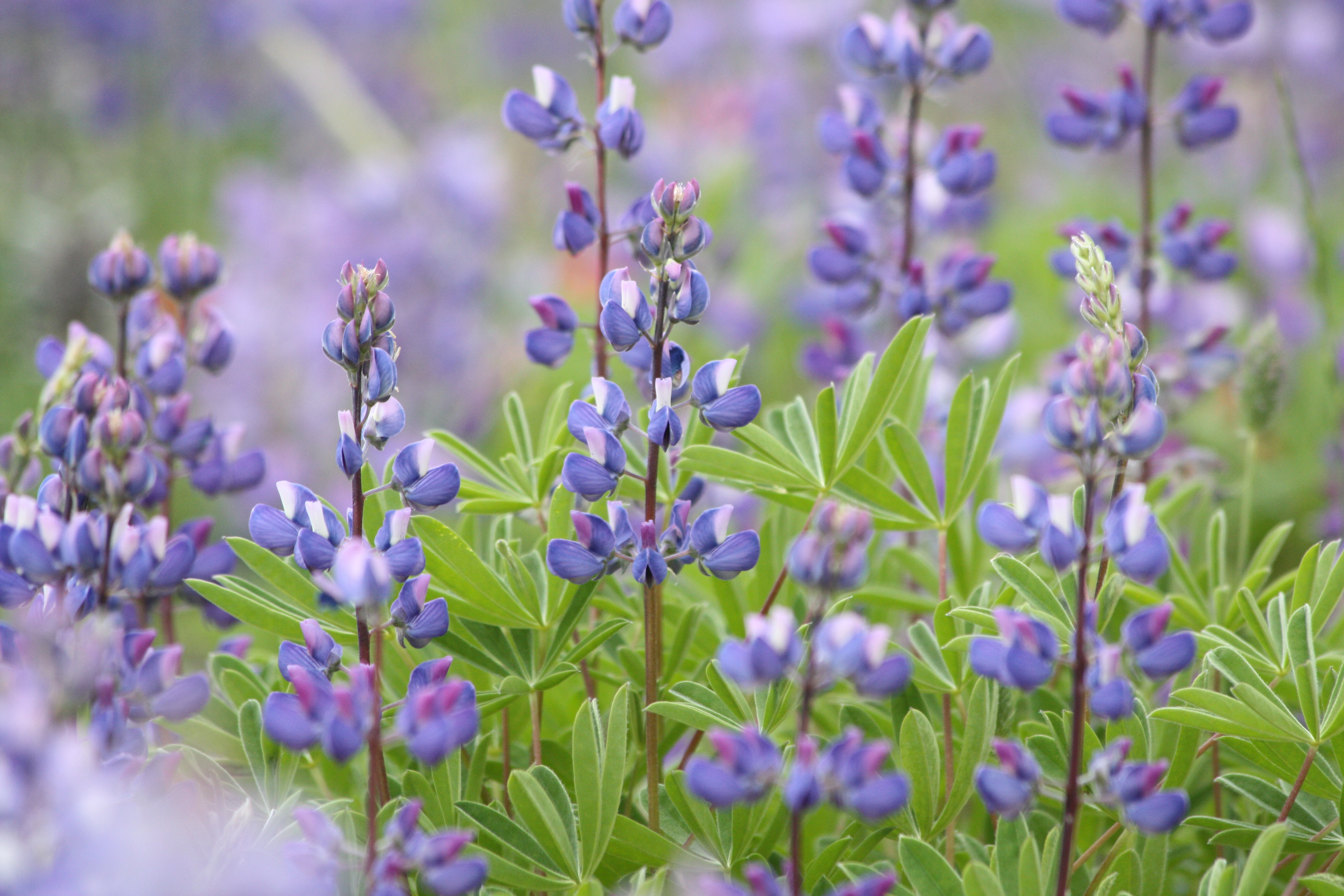
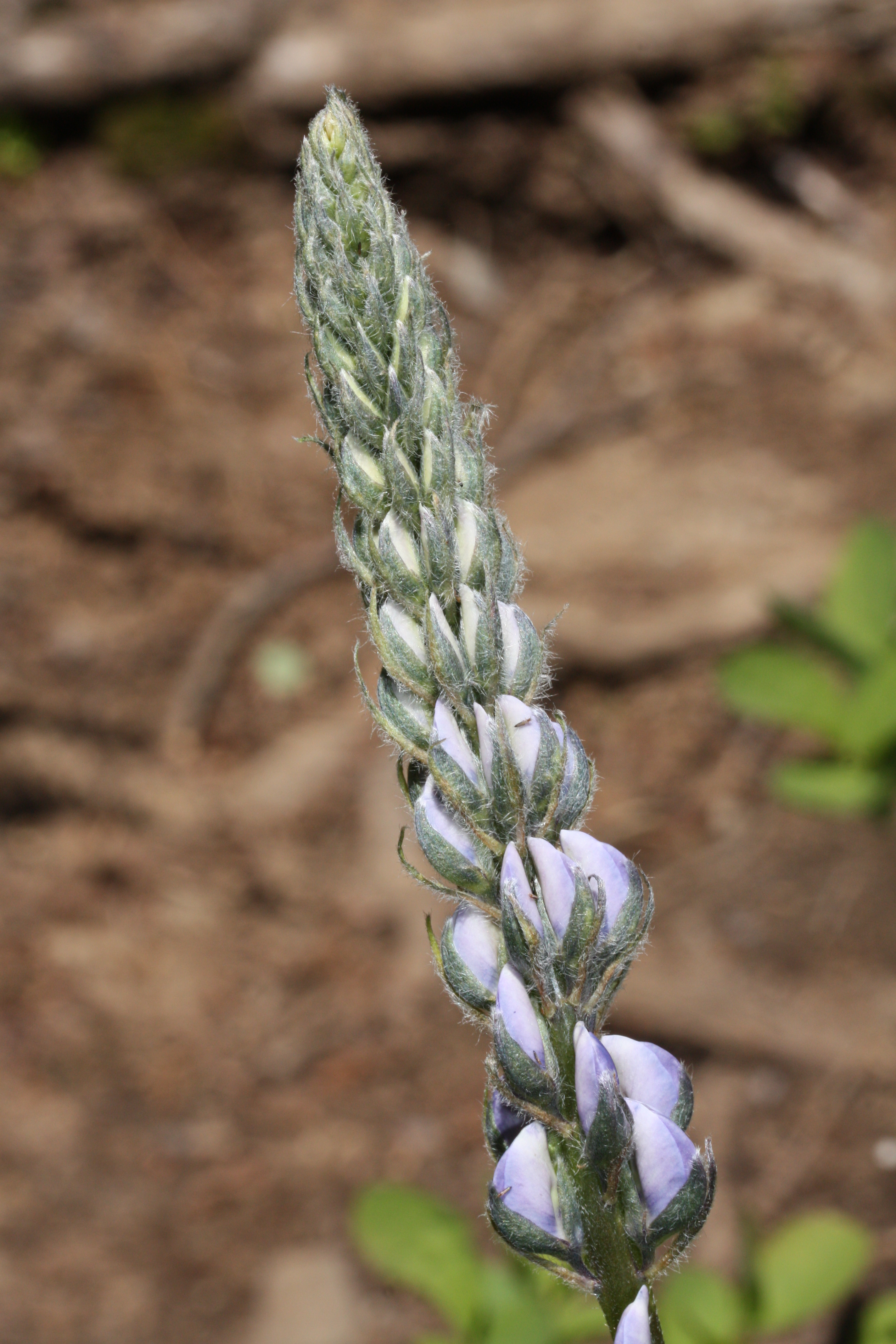
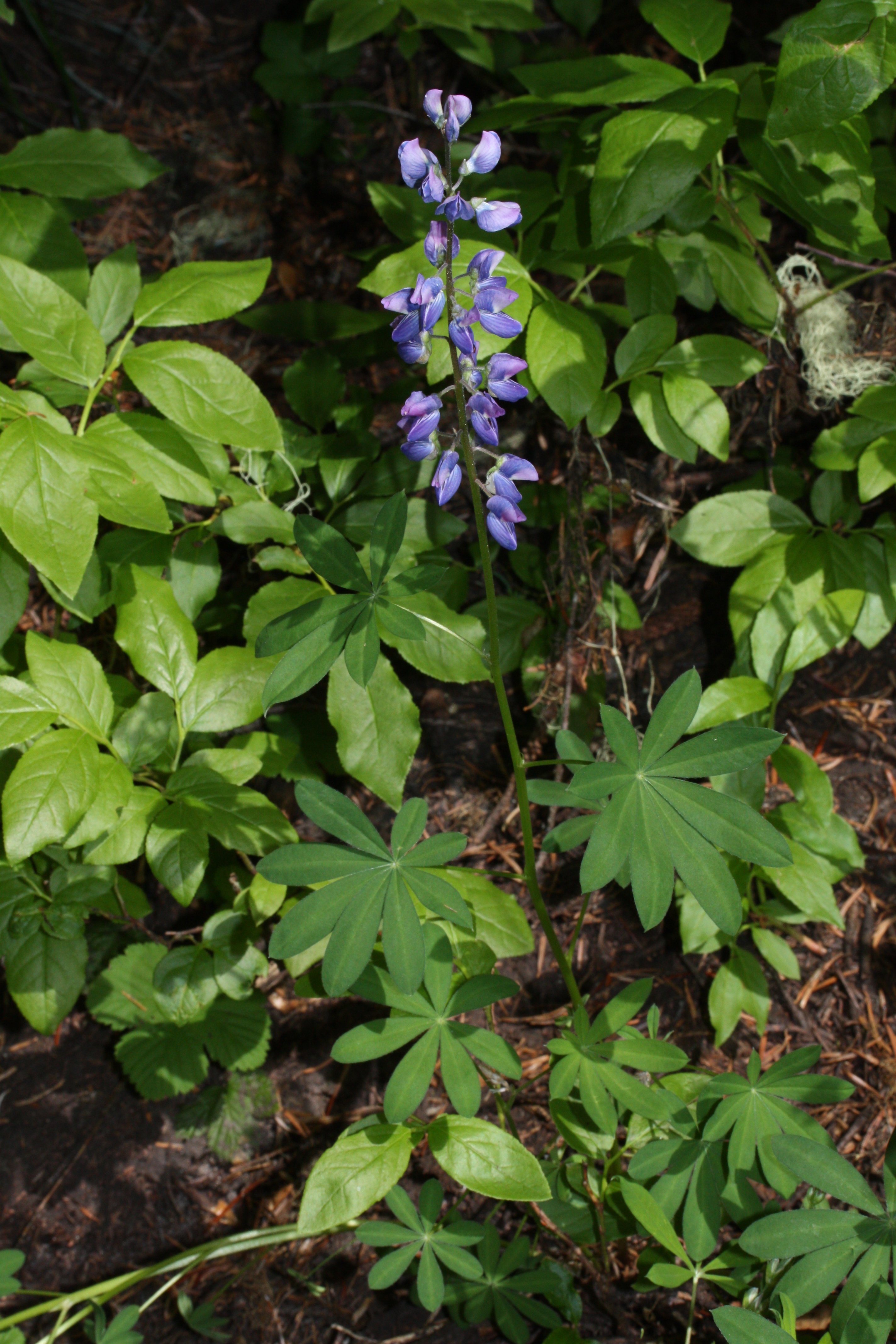
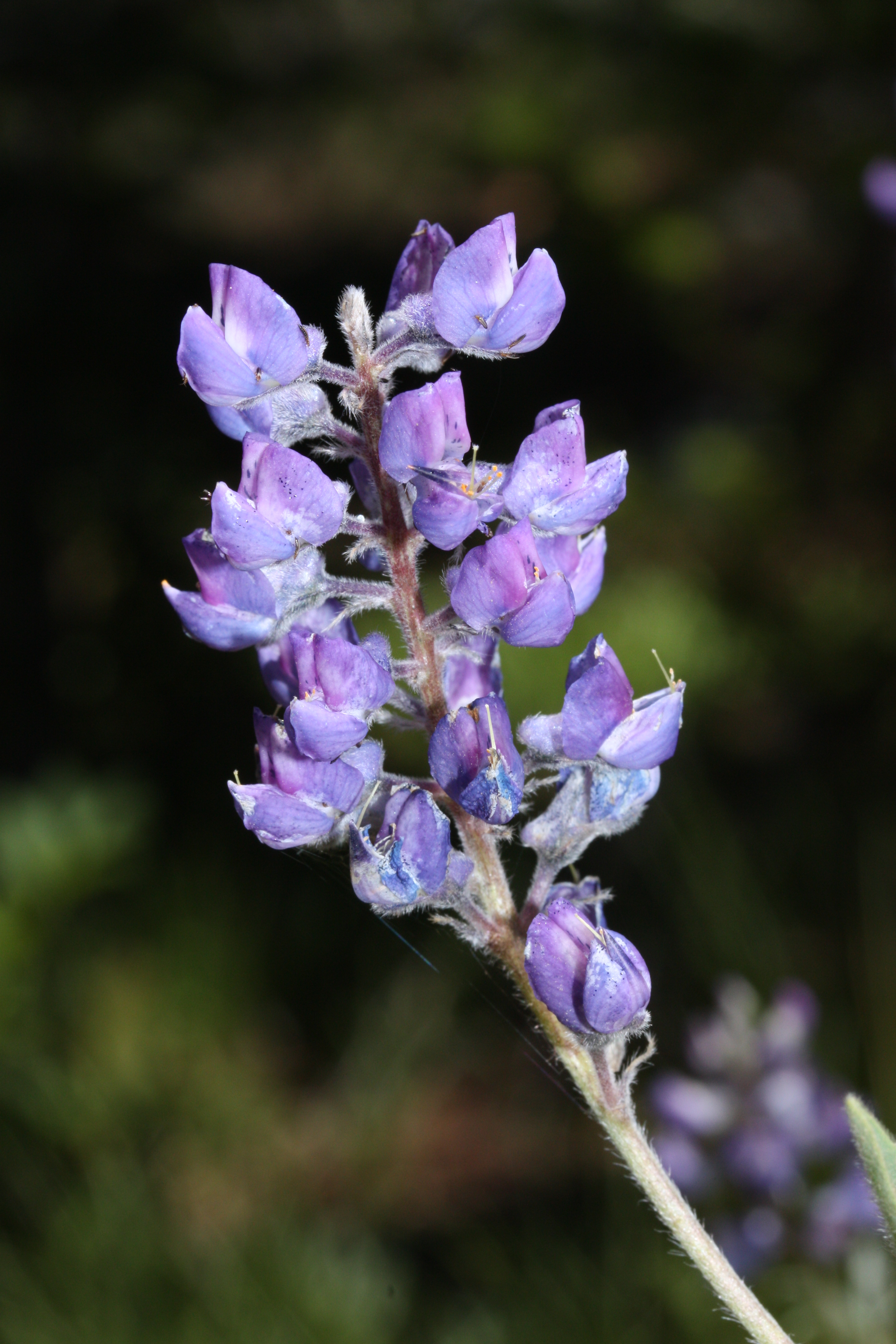